# PG Tips

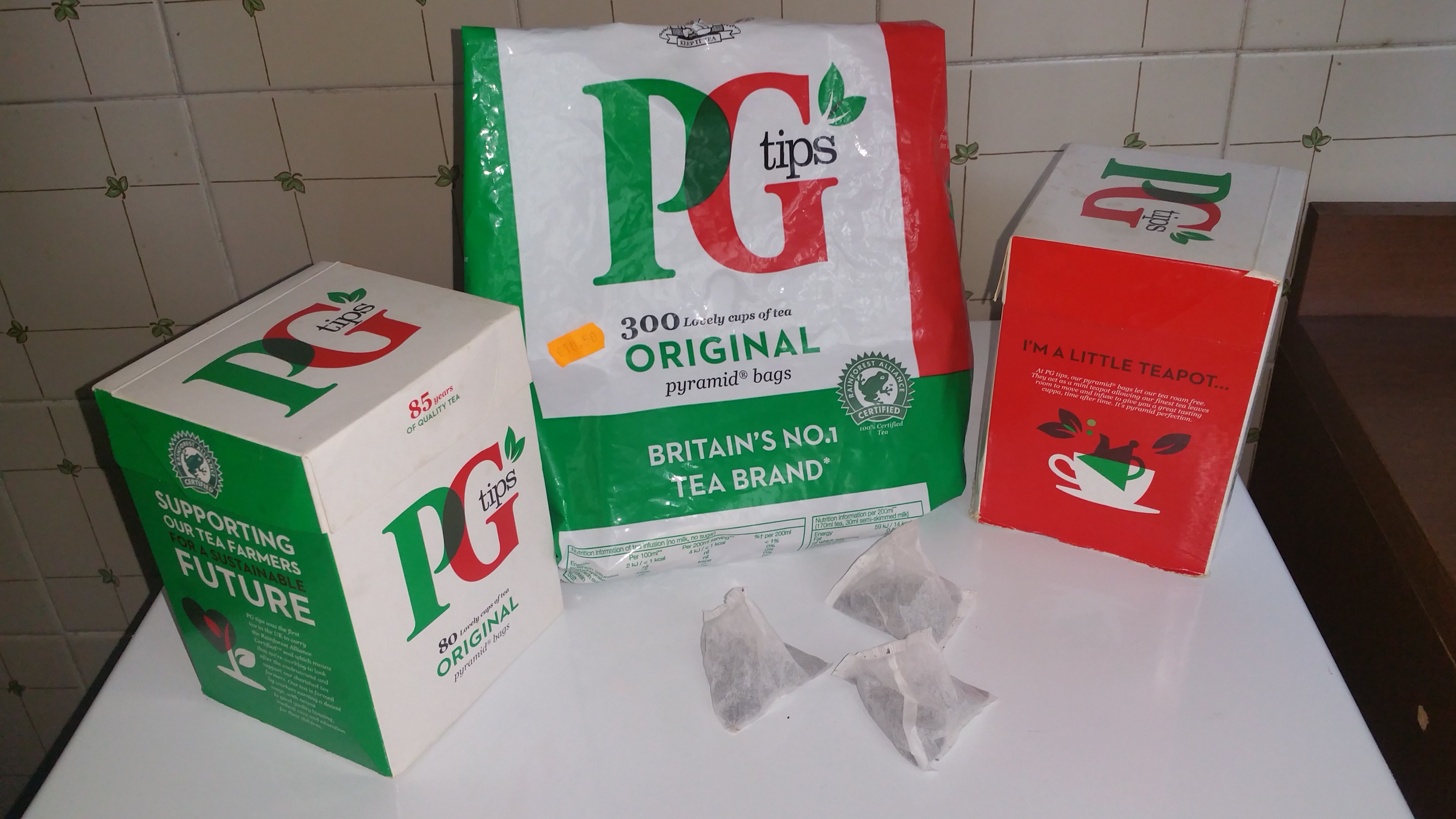
Opakowania herbaty PG Tips

PG Tips – marka herbaty należąca do przedsiębiorstwa Ekaterra, będąca liderem na rynku herbacianym w Wielkiej Brytanii.
W 2018 roku w ofercie tej marki znajdowały się herbaty czarne, zielone, owocowe i ziołowe.

## Historia
Marka stworzona została w 1930 roku przez przedsiębiorstwo Brooke Bond, początki którego sięgają 1869 roku, kiedy to Arthur Brooke otworzył w Manchesterze herbaciarnię. Herbata początkowo nosiła nazwę Pre-Gestee, co nawiązywało do jej rzekomych właściwości wspomagających trawienie. Sprzedawcy skracali nazwę do „PG”, a z czasem rozszerzono ją o słowo „Tips” (z ang. „końcówki”), które wskazywać ma, że z gałęzi zrywane są jedynie dwa najmłodsze listki wraz z pąkiem.
Początkowo PG Tips dostępna była wyłącznie jako herbata liściasta. W latach 60. XX wieku w sprzedaży pojawiła się pierwsza herbata w torebkach tej marki. W latach 80. do torebek zaczęto mocować sznurki, a w 90. kształt torebek zmieniono na obecny, czworościenny (tzw. piramidki). Od 1984 do 2022 roku właścicielem marki był koncern Unilever.
W latach 1956–2003 do promocji marki wykorzystywane były szympansy. Kampania reklamowa z ich udziałem wpisana była w księdze rekordów Guinnessa, jako najdłużej prowadzona na świecie. Od 2006 roku maskotką marki jest pacynka małpki.
Od początku istnienia marki mieszanie i paczkowanie herbaty odbywa się w zakładzie w Trafford.

## Udział w rynku
W 2018 roku udział PG Tips w brytyjskim rynku herbat oszacowano na 30,9%, największy spośród wszystkich marek. Udział głównego konkurenta, Tetley wyniósł 22,8% (dalej: Yorkshire Tea – 15,5%, Twinings – 6,5%). W latach 2014 i 2015 udział ten szacowano na 25%, przy wielkości sprzedaży wynoszącej odpowiednio 168 i 162 mln funtów.
W badaniu przeprowadzonym w 2017 roku PG Tips okazała się najbardziej rozpoznawalną marką herbaty w Wielkiej Brytanii (nazwę kojarzyło 87% respondentów), wyprzedzając m.in. Tetley (80%), Twinings (78%), Typhoo (75%) i Yorkshire Tea (74%).